# Silva Horvat
Silva Horvat, slovenska oblikovalka, * 21. september 1948, Ljubljana.

## Življenje in delo
Silva Horvat je doma iz Škofje Loke. Po končani tekstilni smeri na srednji tehnični šoli je študirala na oddelku za tekstilno tehnologjo na Fakulteti za naravoslovje in tehnologijo in leta 1973 diplomirala na oblikovalski smeri pri prof. Alenki Kham Pičman.
Ustvarja v tehniki tapiserija, razstavlja po raznih galerijah doma in po svetu.